# Тижани, Самсон
Самсон Окикиола Тижани (англ. Samson Okikiola Tijani; родился 17 мая 2002 года, Энугу) — нигерийский футболист, полузащитник клуба «Ред Булл Зальцбург» и сборной Нигерии. Выступает на правах аренды за клуб «Фредрикстад».

## Клубная карьера
Тижани начал карьеру в клубе «Коллинс Эвин Спорт Клаб». Летом 2020 года он подписал контракт с австрийским «Ред Булл Зальцбург». Для получения игровой практики Самсон был отдан в аренду в «Хартберг».В матче против «Альтах» он дебютировал в австрийской Бундеслиге.

## Международная карьера
В 2019 году в составе юношеской сборной Нигерии Тижани принял участие в юношеском Кубке Африки в Танзании. На турнире он сыграл в матчах против команд Танзании, Уганды, Гвинеи и дважды Анголы. В том же году Самсон принял участие в юношеском чемпионате мира в Бразилии. На турнире он сыграл в матчах против команд Венгрии, Эквадора, Австралии и Нидерландов. В поединке против венгров Тижани отметился «дублем».
9 октября 2020 года в товарищеском матче против сборной Алжира Тижани дебютировал за сборную Нигерии.